# Tielt-Winge
Tielt-Winge là một đô thị ở tỉnh Vlaams-Brabant. Đô thị này bao gồm các thị xã Houwaart, Meensel-Kiezegem, Sint-Joris-Winge và Tielt. Tại thời điểm ngày 1 tháng 1 năm 2006,  Tielt-Winge có tổng dân số 10.009 người. Tổng diện tích là 44,16 km² với mật độ dân số là 227 người trên mỗi km².